# Chori Chori Chupke Chupke
Pour plus de détails, voir Fiche technique et Distribution.
Chori Chori Chupke Chupke (चोरी चोरी चुपके चुपके, littéralement « secret, silence ») est un film indien réalisé par Abbas Alibhai Burmawalla et Mastan Alibhai Burmawalla, sorti en Inde le 9 mars 2001.

## Synopsis
Kailashnath Malhotra est un riche industriel. Avec la complicité de son médecin, il s'invente une maladie et espère pouvoir ainsi faire pression sur son petit-fils Raj et le contraindre à se marier. En fait, Kailashnath ne désire qu'une chose, c'est de voir naître son arrière-petit-fils, l'héritier de la dynastie Malhotra. Raj n'est pas dupe, mais néanmoins, il accepte de rencontrer Priya, la fille d'un ami de Kailashnath. Raj et Priya, qui s'étaient rencontrés auparavant lors du mariage d'un ami commun, tombent amoureux et se marient. Quelques mois plus tard, cette belle famille unie est secouée par un drame. Priya, alors enceinte, a un accident et fait une fausse couche. Le médecin qui l'examine déclare qu'elle ne pourra plus jamais avoir d'enfant. Le couple est effondré. Craignant de décevoir Kailashnath, Raj cache la vérité à sa famille. Pour faire face à la situation, Priya envisage de faire appel à une mère porteuse. Cependant, tout doit rester secret. Raj, qui s'est chargé de trouver la personne idéale, propose à Madhubala, une prostituée, de mettre au monde un enfant qu'elle devra abandonner à la naissance. Elle accepte après avoir obtenu l'assurance de toucher une forte somme d'argent. Madhubala finit par tomber amoureuse de Raj mais finira par donner l'enfant face à la gentillesse et détresse de Priya.

## Fiche technique
- Titre : Chori Chori Chupke Chupke
- Titre original : चोरी चोरी चुपके चुपके
- Réalisateurs : Abbas Alibhai Burmawalla et Mastan Alibhai Burmawalla (Abbas-Mastan)
- Scénario : Shyam Goel et Neeraj Vora
- Dialogues : Javed Siddiqui
- Musique : Anu Malik
- Paroles : Sameer
- Producteur : Nazim Hassan Rizvi
- Pays :  Inde
- Langues : Hindî, Anglais
- Durée : 165 min
- Dates de sorties :
  -  Inde : 9 mars 2001
  -  France : 24 février 2005 (diffusion télévisée sur Arte, en VOSTF)

## Distribution
- Salman Khan : Raj Malhotra
- Rani Mukherjee : Priya
- Preity Zinta : Madhubala (Madhu)
- Amrish Puri : Kailashnath Malhotra
- Dalip Tahil : Ranjit Malhotra
- Farida Jalal : Asha Malhotra
- Prem Chopra : Dr Balraj Chopra
- Johnny Lever : Pappu
- Ruby Bhatia
- Dipti Bhatnagar
- Adi Irani
- Apara Mehta

## Musique
Le film comporte 7 scènes chantées toutes composées par Anu Malik sur des paroles de Sameer :
- Dekhne Walon Ne - Alka Yagnik et Udit Narayan
- Diwana Hai Yeh Man - Alka Yagnik et Sonu Nigam
- Diwani Diwani - Anu Malik et Anaida (en)
- Dulhan Ghar Aayi - Jaspinder Narula
- Love You Love You - Alka Yagnik et Anu Malik
- Mehndi Mehndi - Jaspinder Narula
- No.1 Punjabi - Sonu Nigam et Jaspinder Narula